# 向日葵教授绑架案
（大陸舊譯《卡尔库鲁斯案件》），是比利時漫畫家埃爾熱的著名漫畫系列《丁丁歷險記》的第18卷作品，於1954年12月開始連載，1956年結集出版。本作標誌著丁丁歷險記向單本畫冊的回歸。故事最初發生在瑞士的萊芒湖，隨後來到了冷戰前線的博爾多利亞，情節上充滿了電影表現技巧與偵探推理色彩。